# Madona
Madona (tyska: Madohn; litauiska: Maduona) är en stad på Livländska höglandet i Lettland. Staden är huvudort i Madona kommun i landskapet Vidzeme. Staden har 9 456 invånare (2004) på en yta på 10,5 kvadratkilometer. Av befolkningen är 80,3 procent letter, 14,7 procent ryssar, 1,7 procent vitryssar, 0,9 procent ukrainare, och 2,3 procent någon av tretton andra etniciteter. Staden omnämndes första gången 1461. Den fick stadsrättigheter den 7 juli 1926.
Lettlands högsta berg, Gaiziņkalns, ligger 16 km väster om Madona. Omgivningarna är populärt vintersportområde.